# オレンジ自由国

オラニエ自由国
Oranje-Vrijstaat (オランダ語)
Oranje-Vrystaat (アフリカーンス語)
Orange Free State (英語)

国歌: Vrystaatse Volkslied（アフリカーンス語）
オレンジ自由国国歌

オレンジ自由国の位置（1890年）

オレンジ自由国（オレンジじゆうこく）、オラニエ自由国（オラニエじゆうこく）またはオランイェ自由国（オランイェじゆうこく）は、かつて南部アフリカに存在した共和国である。

## 地理
オレンジ川とヴァール川に挟まれた地域に建てられた。なお、ヴァール川の対岸（北側）には、「ヴァール川の向こう」を意味するトランスヴァール共和国が建てられた。

## 国名の由来
国名の「オレンジ（オランイェ）」は、南部国境を形成するオレンジ川にちなんだもの。そのオレンジ川という呼称は、オランダ王家のオランイェ＝ナッサウ家に由来する。

## 歴史

南アフリカ共和国の旧国旗。オレンジ自由国の国旗は中央部にある3つの国旗デザインのうち中央。

1854年にボーア人（アフリカーナー）によって建国された。
1860年代以降、西部グリカランドのキンバリーでダイヤモンド鉱山が発見されると、白人の鉱山技師が大量に流入しはじめた。イギリスはこの技師たちの保護を大義名分としてオレンジ自由国を領有化する（この技師たちの中には、後にデ・ビアス社を創設するセシル・ローズも含まれていた）。
しかし、白人の待遇がアフリカーナーより遥かに悪いため、イギリスのケープ植民地への軍事力が大幅に増強され、1899年には第二次ボーア戦争をおこした。オレンジ自由国は激戦の末敗れ、1902年のフェリーニヒング条約によってイギリスの植民地になった。1928年から1994年までの南アフリカの国旗では、中央部にオレンジ自由国の国旗があしらわれていた。
1910年、南アフリカ連邦の建国により行政区分に組み込まれ、オレンジ自由州（オランイェ自由州）となった。1995年にフリーステイト州（フレイスタート州）に名称変更され現在に至る。

## 経済
自由州の産業は主に畜産と農業であり、羊毛、皮、ダチョウの羽が主な輸出品であった。1875年には農場の数は6,000～7,000と推定された。鉱物資源として、石炭も豊富であった。ダイヤモンド鉱山も発見されていた。